# Sais
| z · G39 | G1 | G43 | O49 |

| z · G39 | G1 | G43 | O49 |

Sais  (en griego: Σάϊς) es el nombre griego de la capital del nomo V del Bajo Egipto. Situada al oeste del delta del Nilo, fue residencia real de la dinastía XXVI (664-527 a. C.), llamada saíta. Su divinidad tutelar era la diosa guerrera Neit. Su nombre en egipcio es Sau, mientras que en árabe sería Sa el-Hagar, significando "Sa la roca".

## Historia
Los asentamientos más antiguos de la región datan de la cultura Maadi-Buto (c. 3500 a. C.). Tanto los nombres de dos reinas, que contienen la palabra "Neit" (Meryt-Neit y Neit-hotep), como alusiones a la ciudad en tiempos del faraón Aha, podrían indicar el gran prestigio adquirido durante el periodo Arcaico. A partir de entonces y durante un largo período se puede seguir la historia de la ciudad, principalmente, por los restos de cerámica encontrados, datables durante los imperios Antiguo y Nuevo.
Sais recobró su prestigio en el siglo VIII a. C., cuando Tefnajt y su sucesor Bakenrenef de la dinastía XXIV hicieron de ella la ciudad hegemónica del delta occidental. 
Sais finalmente cayó ante el rey kushita Shabako, pero volvió a cobrar importancia durante la invasión asiria de Egipto, cuando su gobernador Necao I luchó a favor de los asirios contra los kushitas. Su hijo, Psamético I se impuso como faraón (664-612) y reunificó al país. Si bien la residencia real era Menfis  Sais se mantuvo como una de las ciudades más prestigiosas de Egipto al ser la cuna de la dinastía real incluso después de la conquista persa (527 a. C.). Durante el período Aqueménida, el templo de Neit fue protegido por los soberanos persas. 
La ciudad fue visitada y descrita a mediados del siglo V a. C. por el historiador griego Heródoto de Halicarnaso, quien menciona construcciones tales como el palacio real, el templo de Neit, un lago sagrado, obeliscos y estatuas.
Desde 1997 y después de un largo periodo de abandono, el trabajo arqueológico fue retomado, a cargo de la Universidad de Durham y de la Egypt Exploration Society.

## Sais y sus cultos

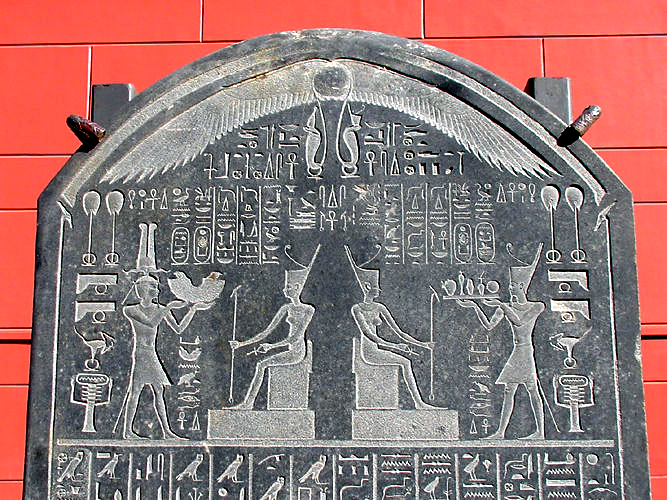
Estela de Nectanebo I, denominada Estela de Naucratis, donde se establece un impuesto sobre todo el comercio con los griegos en beneficio de la diosa Neit y su templo de Sais.

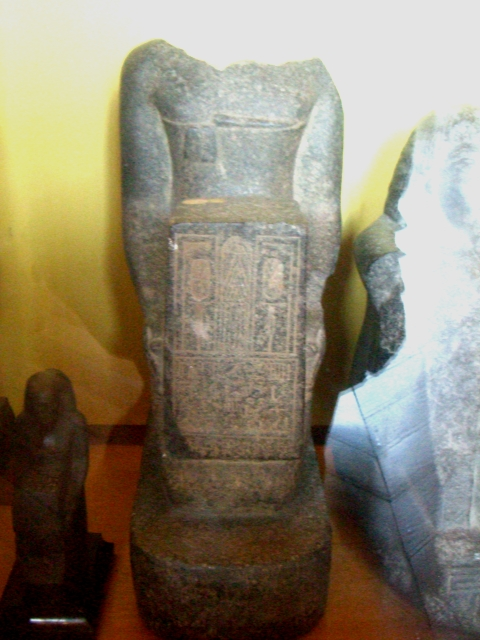
Estatua estelófora de un dignatario saíta donde se representa la fachada del templo de Neit en Sais. Dinastía XXVI. Museo del Louvre.

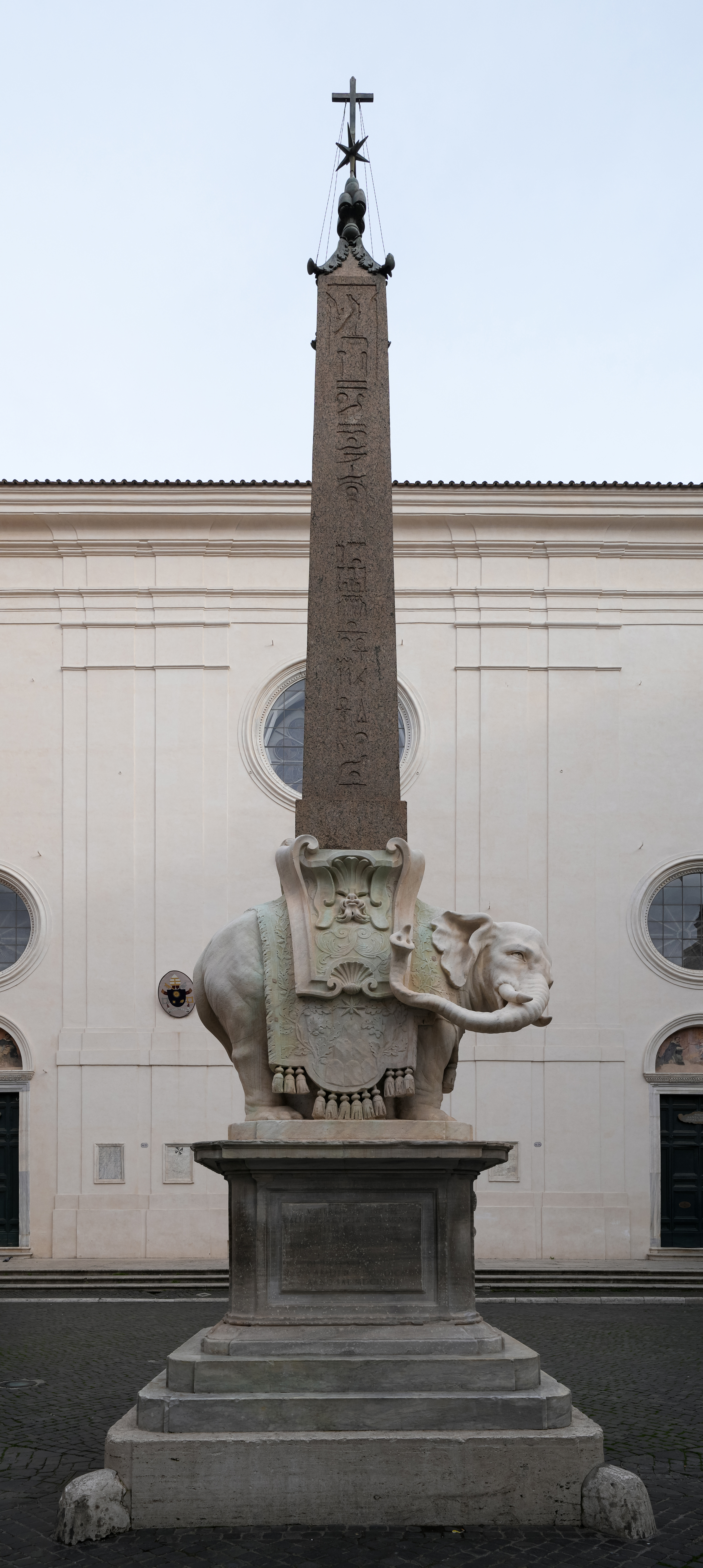
Obelisco de la Piazza della Minerva (Roma) erigido por el faraón Apries que proviene del templo de Neit de Sais.

Sais era uno de los principales escenarios de las celebraciones vinculadas a la coronación o jubileo del faraón, la Fiesta Sed.

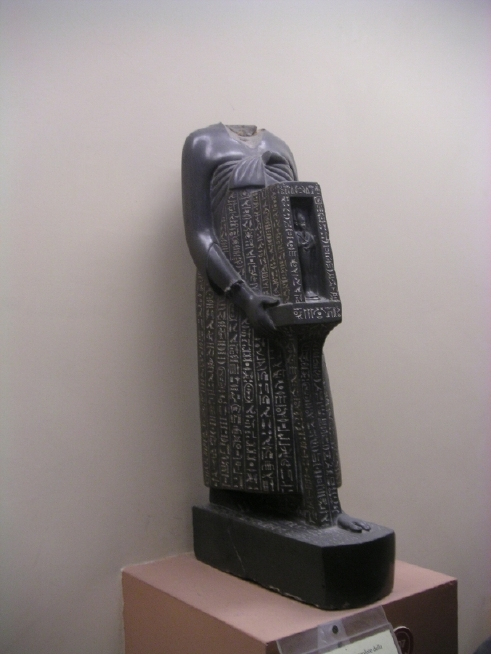
Estatua naófora del sacerdote de Neit Udyahorresnet - Museos Vaticanos.

Muchos dignatarios del Reino Antiguo eran sacerdotes o sacerdotisas de la diosa Neit, demiurga cuyos orígenes se sitúan tradicionalmente en Sais. El santuario del Castillo de la Corona Roja se asocia con frecuencia a estas funciones, lo que sugiere que Sais era el lugar donde se guardaba la corona Desheret, la manifestación divina de la realeza del Bajo Egipto. Junto con la corona blanca del Alto Egipto, la Hedyet, formaban la Pschent, o doble corona, que llevaban los soberanos egipcios cuando accedían al trono de Horus. También se cita con frecuencia otro santuario en las fuentes del Reino Antiguo y del Reino Medio: el Castillo de la Abeja.
En las paredes de algunas tumbas, desde el Reino Antiguo hasta el Imperio Nuevo, se encuentran representaciones de estos santuarios, que muestran una serie de capillas alineadas y bordeadas de palmeras a lo largo de un canal que conduce a un templo representado en planta. Estas figuraciones son a menudo simbólicas y pueden compararse a un tipo de templo, o más bien témenos sagrados vinculados a ritos funerarios, que también se encuentran en Buto, otra ciudad del delta del Nilo tan antigua como Sais. Una representación del templo arcaico de Neit se encontró en una tablilla de ébano hallada en Abidos a nombre del faraón Aha de la Dinastía I. De acuerdo con las convenciones de representación de la época, se ha propuesto una reconstrucción que muestra un recinto rectangular formando un patio delantero con dos baluartes en la parte delantera y un mástil en su centro que lleva en lo alto la enseña de la diosa Neit. Este patio estaba precedido por una capilla típica de los santuarios del Bajo Egipto.
Cabe destacar que en una serie de estatuas estelóforas de la dinastía XXVI también se representa el santuario principal de la ciudad, esta vez de frente. Los elementos principales ya pueden reconocerse en las representaciones de las primeras dinastías. También aquí se puede reconstruir un templo del Bajo Egipto, el Per-Nu, donde el detalle muestra que la fachada estaba decorada con motivos geométricos y el techo abovedado. Esta capilla arcaica está situada en el centro de un recinto rectangular, cuya entrada está decorada con dos baluartes o enseñas. En el centro del patio hay otras dos enseñas con el símbolo de la diosa Neit: un escudo atravesado por dos flechas.* Gustave Jéquier (1908). Le temple de Neit. «Les temples primitifs et la persistance des types archaïques dans l'architecture religieuse». BIFAO (6): 27-31.
En este periodo de la historia del país se produjo un retorno a las raíces de las artes y del pensamiento religioso. Este renacimiento, deseado por la dinastía reinante de la propia Sais, se inspiró en los períodos anteriores considerados como edad de oro. Los sacerdotes de Neit de su antiguo santuario fueron probablemente los primeros fervientes partidarios de esta política.
Nada queda del templo de Neit propiamente dicho y es difícil hacerse una idea de su esplendor y extensión. Lo más que puede hacerse es enumerar los elementos que pertenecieron a él, como los obeliscos que lo adornaban, uno de los cuales, el obelisco de la Piazza della Minerva, fue erigido por Apries y se encuentra ahora en Roma, y otras dos piezas fragmentarias que han sido reconstituidas en un único monumento que puede verse ahora en Urbino. Un fragmento de naos de la misma época, conservado en el Museo Real de Arte Antiguo de Bruselas, podría ser el único vestigio del santuario de la diosa, a menos que procediera de otro templo de la ciudad.
Heródoto describe en particular el gran templo de Neit, adornado con un dromos de esfinges, colosos faraónicos, obeliscos y pórticos con columnas palmiformes. También menciona la existencia de una tumba de Osiris situada detrás del templo de la diosa, bordeando un lago circular que compara con el de Delos. Allí se celebraban ceremonias relacionadas con el culto al dios, en particular su pasión y resurrección. En aquella época, la ciudad era escenario de una de las principales fiestas nacionales, durante las cuales, sus habitantes encendían miles de lámparas, acto imitado por todo el país en la misma época.
En el siglo I a. C., Estrabón menciona a Sais en la obra que elaboró durante su viaje a Egipto con las tropas romanas que tomaron posesión del Doble País tras la victoria de Octavio sobre las tropas de Marco Antonio y Cleopatra. No se entretuvo en una descripción de la ciudad, limitándose a confirmar la existencia de la tumba de Psamético I en el gran templo de Neit y a mencionar la tumba de Osiris, a la que llamó "Asylon".
La ciudad había gozado de gran prosperidad desde las dinastías saítas, y era famosa por sus cultos ancestrales. Muchos eruditos griegos acudían a conocer a los sacerdotes de la diosa, primera etapa de una peregrinación intelectual que les conduciría a los grandes centros religiosos de Heliópolis y Menfis.

### Escuela de medicina
Sus sacerdotes eran especialmente famosos por sus conocimientos médicos, y la tradición cuenta que Sais fue la primera sede de una escuela de medicina, cuya biblioteca era ya una enciclopedia de la materia. Esta escuela contaba con muchas alumnas y, al parecer, también con profesoras, principalmente en ginecología y obstetricia. En Sais se conserva una inscripción de la época que dice: "Vengo de la escuela de medicina de Heliópolis y he estudiado en la escuela femenina de Sais, donde las madres divinas me han enseñado a curar enfermedades".